# Leucopis malicola
Leucopis malicola är en tvåvingeart som beskrevs av Tanasijtshuk 1986. Leucopis malicola ingår i släktet Leucopis och familjen markflugor. Inga underarter finns listade i Catalogue of Life.